# Wight and Hampshire South (circonscription du Parlement européen)
Avant l’adoption uniforme de la représentation proportionnelle en 1999, le Royaume-Uni utilisait le système uninominal à un tour pour les élections européennes en Angleterre, en Écosse et au pays de Galles. Les conscriptions du Parlement européen utilisées dans ce système étaient plus petites que les circonscriptions régionales les plus récentes et ne comptaient chacune qu'un seul membre au Parlement européen.
La circonscription de Wight and Hampshire South était l'une d'entre elles.
De 1984 à 1994, il se composait des circonscriptions du Parlement de Westminster d'East Hampshire, Fareham, Gosport, Havant, Isle of Wight, Portsmouth North et Portsmouth South.
De 1994 à 1999, il se composait des circonscriptions du Parlement de Westminster de Fareham, Gosport, Isle of Wight, Portsmouth North, Portsmouth South, et Winchester.